# Buitreraptor

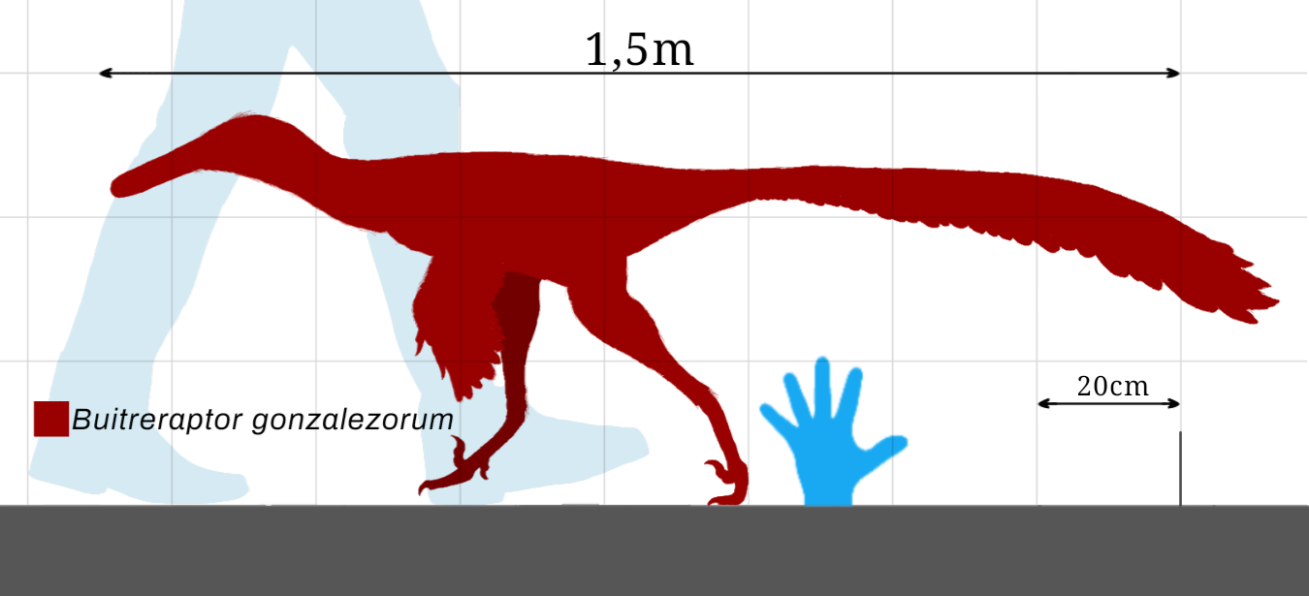
Comparação de tamanho de um Buitreraptor gonzalezorum com um humano adulto.

Buitreraptor é um gênero de dinossauros dromeossaurídeos que viveram durante o Cretáceo Superior da Argentina na Formação Candeleros. Buitreraptor foi descrito em 2005 e a espécie-tipo é Buitreraptor gonzalezorum. Era do tamanho de um galo e tinha uma cabeça muito alongada com muitos dentes pequenos.